# Soentar-Chajata
Soentar-Chajata (Russisch: Сунтар-Хаята) is een gebergte in Noordoost-Siberië, gelegen op de grens van de autonome deelrepubliek Jakoetië en de kraj Chabarovsk. Het vormt de waterscheiding tussen de rivieren Aldan, Indigirka, Joedoma, Allach-Joen, Tompo en Koekoe en een aantal rivieren die afwateren op de Zee van Ochotsk (Oelbeja, Ochota, Koechtoej en Inja).
Het gebergte verloopt in een boog in noordwest-zuidwestelijke richting. De lengte bedraagt ongeveer 450 kilometer en de maximale hoogte 2959 meter (de berg Moes-Chaja). Het gebergte bestaat uit een complex van uitvloeiingsgesteenten en graniet en wordt gekarakteriseerd door een alpien reliëf. Op het gebergte liggen gletsjers met een totale omvang van ongeveer 200 km². Ook bevindt zich er een 800 km² groot gebied met taryn; een Jakoetse benaming voor oud en groot randeis (topijs; Russisch: naled’) dat met name is ontstaan door grondwater en een maximale dikte van 8 meter kan bereiken.
De begroeiing bestaat uit een klein aantal lariksen afgewisseld met verhoute bergtoendra. Het ligt niet ver van een van de koudste plekken van het noordelijk halfrond (Ojmjakon) en is als zodoende vrijwel onbewoond.